# Goliašová
Goliašová je přírodní rezervace v oblasti TANAP.
Nachází se v katastrálním území obcí Tatranská Javorina a Ždiar v okrese Poprad v Prešovském kraji. Území bylo vyhlášeno či novelizováno v roce 1991 na rozloze 27,29 ha. Ochranné pásmo nebylo stanoveno.